# Acidente ferroviário de Bad Aibling em 2016
O acidente ferroviário de Bad Aibling (em alemão: Eisenbahnunfall von Bad Aibling) ocorreu em Bad Aibling, na Baviera, no sudeste da Alemanha, em 9 de fevereiro de 2016, quando dois trens de passageiros colidiram frontalmente. Pelo menos dez pessoas morreram e mais de 80 ficaram feridas, algumas em estado grave.

## Acidente
O acidente ocorreu logo após 06h48 CET (05h48 UTC). Dez pessoas morreram, cerca de 80 ficaram feridas; dezessete em estado grave. Os condutores e guardas dos dois trens estão entre aqueles que morreram.
O acidente ocorreu na linha ferroviária Mangfalltal Bahn, perto de obras de saneamento básico em Bad Aibling. Os dois trens modelo Stadler FLIRT operavam pela empresa Meridian e percorriam a Bayerische Oberlandbahn (BOB), uma parte da Transdev. Uma das unidades tinham três vagões com 158 assentos e a outra era uma unidade de seis vagões com 333 assentos. Os trens eram equipados com três gravadores de evento. A linha férrea e os dois trens estavam equipados com o sistema de proteção Punktförmige Zugbeeinflussung (PZB), que é projetado para reforçar a sinalização do lado da linha e impedir o condutor de passar acidentalmente por sinais de alerta.
Os trens leste e oeste eram programados para passar uns aos outros na estação ferroviária de Kolbermoor. O acidente ocorreu em uma curva entre as estações de Kolbermoor e Bad Aibling-Kurpark. Cada trem estava viajando a cerca de 100 quilômetros por hora no momento.

## Operação de resgate
A operação de resgate envolveu um total de cerca de 700 socorristas, dos quais 180 eram bombeiros, 215 oficiais da Polícia da Baviera, 50 policiais federais, 30 funcionários da Technisches Hilfswerk (Agência Federal de Técnicos de Socorro), 200 membros da Cruz Vermelha da Baviera e equipes de resgate da Guarda Costeira. Um total de 15 helicópteros da polícia e outros serviços de emergência participaram dos trabalhos de resgate. Ambulâncias aéreas da Alemanha e Áustria foram usadas para transportar os feridos ao hospitais.
O local do acidente era de difícil acesso, pois fica entre a floresta Stuckenholz e o Canal Mangfall (Mangfallkanal), o que tornou o trabalho de resgate consideravelmente mais complicado, visto que as equipes de resgate tiveram que ser transportadas por barco e helicóptero. Os feridos foram levados através do rio Mangfall até a margem oposta.

## Reação
O ministro dos Transportes alemão Alexander Dobrindt visitou o local do acidente. Ele disse que foi uma "visão terrível". O Ministro do Interior bávaro, Joachim Herrmann, disse que era "difícil de compreender" como o acidente aconteceu. A chanceler Angela Merkel disse que estava "consternada e entristecida" com o acidente. Como resultado do acidente, as festas de carnaval na quarta-feira de cinzas em Rosenheim, Bad Aibling e arredores foram canceladas.

## Investigação
A Agência Alemã de Investigação de Acidentes (Eisenbahn-Unfalluntersuchungsstelle des Bundes) abriu a investigação número 04/2016 sobre o acidente. A causa não está esclarecida. No início da investigação, cogitou-se que a sinalização automática do sistema pode ter sido desligada por engano.
Um controlador de tráfego ferroviário foi detido depois de um relatório que o responsabiliza pelo acidente ferroviário. O controlador confirmou a acusação que consta no relatório: foi por estar distraído com um jogo de telemóvel que acabou por desencadear os procedimentos errados que levariam à colisão entre os dois comboios, num troço de uma única linha. O detido arrisca-se a uma pena de prisão de cinco anos por homicídio por negligência.